# Martenica
Martenica, marticzka, gadałuszka, kicziłka (bułg. мартеница, мартичка, гадалушка, кичалка) – bułgarski zwyczaj świętowania 1 marca, mający swoje korzenie w roku 681, będącym datą ustanowienia Wielkiej Bułgarii. 
Obyczaj ten uprawiany jest w Bułgarii jak i przez Bułgarów zamieszkujących tereny etniczne i kraje sąsiednie. Samo słowo „martenica” pochodzi od bułgarskiej nazwy marca (mart, bułg.: март) i poza świętem oznacza także rozdawane z tej okazji kolorowe gałganki. Podobny zwyczaj występuje w Rumunii i Mołdawii pod nazwą mărţişor.
Zgodnie z bułgarską tradycją, marzec jest miesiącem nadejścia wiosny. Z tej okazji pierwszego dnia marca ma miejsce ludowe święto połączone z symbolicznym pożegnaniem zimy i powitaniem wiosny. Bułgarska nazwa marca, „mart”, według ludowego przekazu, jest imieniem złośliwej staruszki słynącej z nagłej zmiany humoru. Bułgarzy nazywają ją Baba Marta (babcia Marta; bułg.: Баба Марта). Obdarowywanie się gałgankami, zwanymi od nazwy święta martenicami, ma zadowolić staruszkę i skłonić ją do nieopóźniania odejścia zimy.
W 2017 roku praktyki związane z 1 marca w Bułgarii, Macedonii Północnej, Mołdawii i Rumunii zostały wpisane na listę niematerialnego dziedzictwa UNESCO.

## Martenicowe zwyczaje
1 marca i przez kilka kolejnych dni Bułgarzy obdarowują się wzajemnie czerwono-białymi włóczkowymi gałgankami. Kolor czerwony symbolizuje krew i życie, natomiast biały – czystość i szczęście. Mają formę laleczek, pomponików, wstążeczek, plecionek, bransoletek itp. Podarowana martenica przynosi szczęście i pomyślność.
Martenice nosi się na rękach do momentu, gdy zauważy się pierwsze kwitnące drzewo albo pierwszego wiosennego ptaka (np. bociana). Następnie pozostawia się je pod kamieniem, wiesza się na drzewie lub puszcza w rzece.
Martenice były dawniej wykorzystywane także do przepowiadania przyszłości. Wróżba polegała na włożeniu martenicy pod kamień i pozostawieniu jej tam na kilka dni. Pojawienie się po tym czasie pod kamieniem mrówek było zwiastunem znacznego powiększenia stada owiec, koni (jeśli pojawiły się mrówki czerwone) lub krów (jeśli pojawiły się inne owady).
Zwyczaj dekorowania się martenicami jest w Bułgarii jednym z najdłuższych i najpowszechniejszych. Współcześnie martenica symbolizuje budzenie się nowego życia, wiosnę, płodność, żyzność, a święto jest wyrazem nadziei na zdrowie i długie życie.

## Galeria

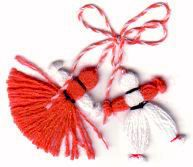
Martenice
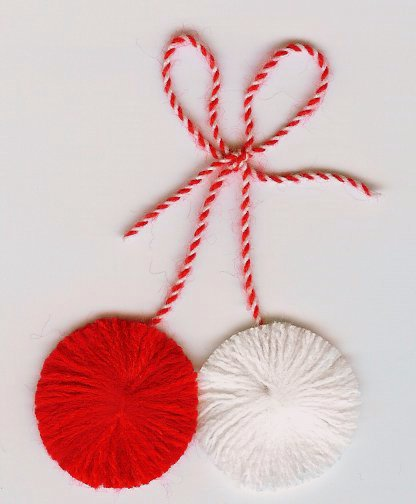
Martenice
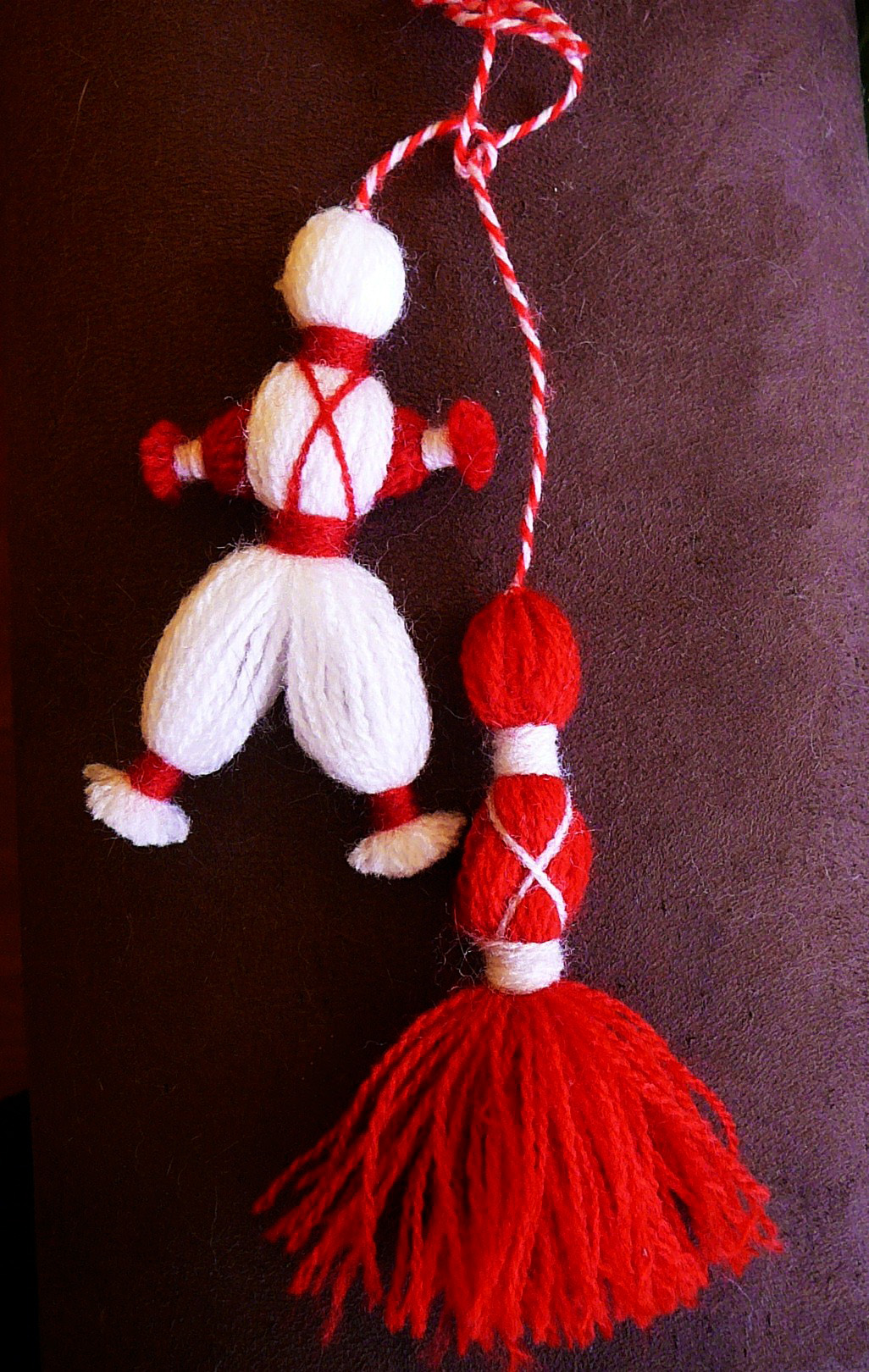
Martenice
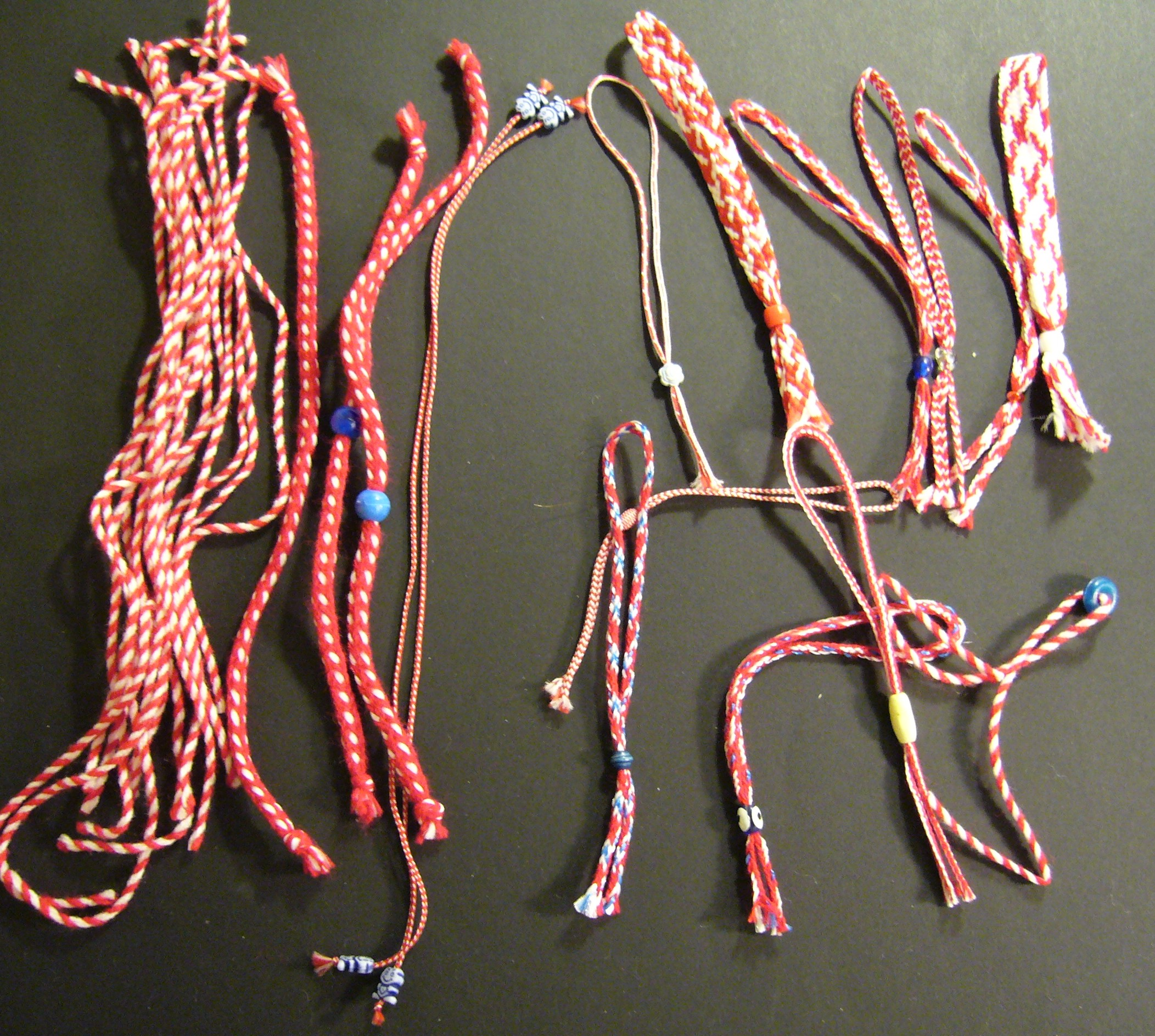
Martenice w formie bransoletek
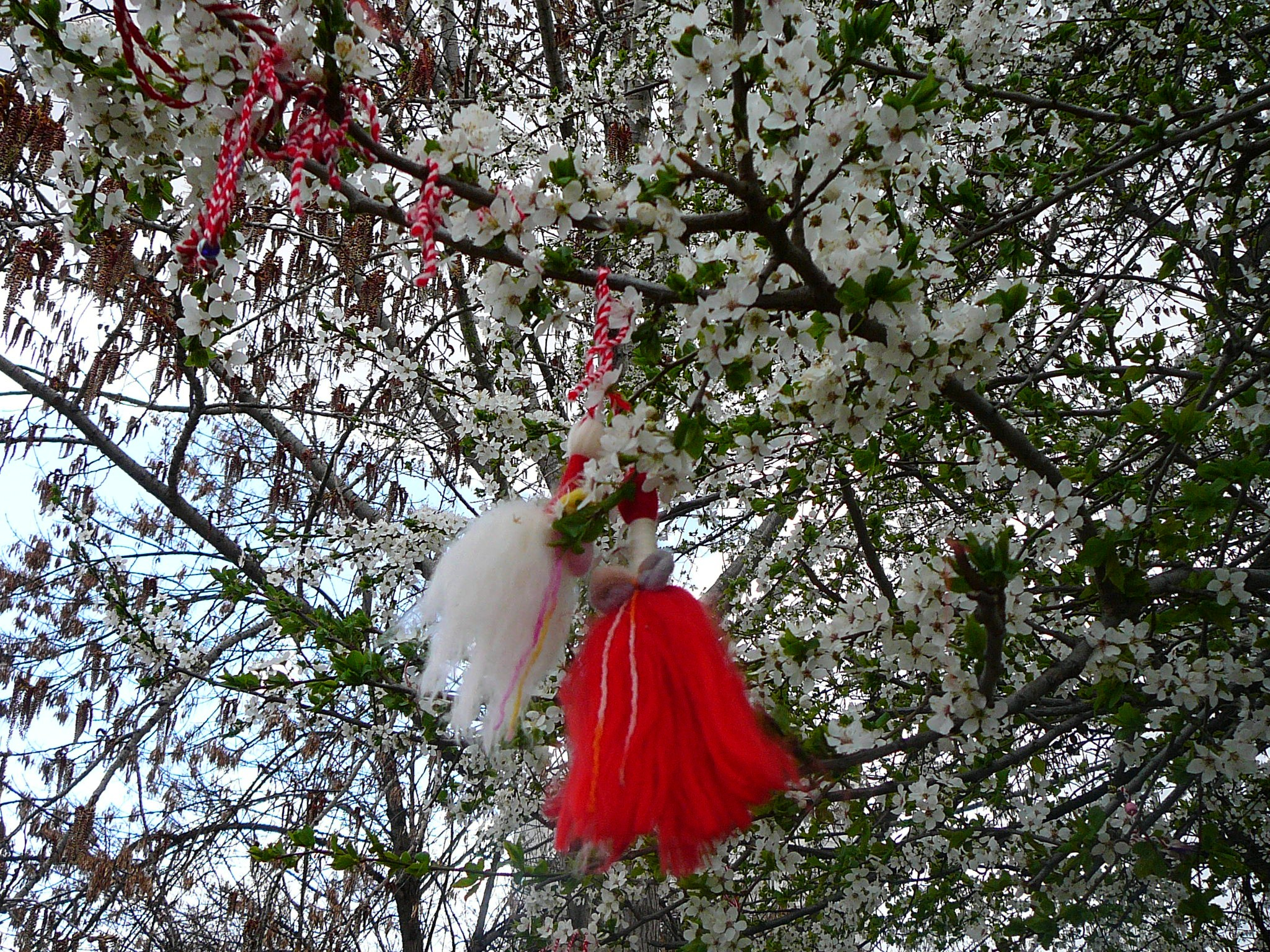
Powieszona para gałganków na kwitnącym drzewie
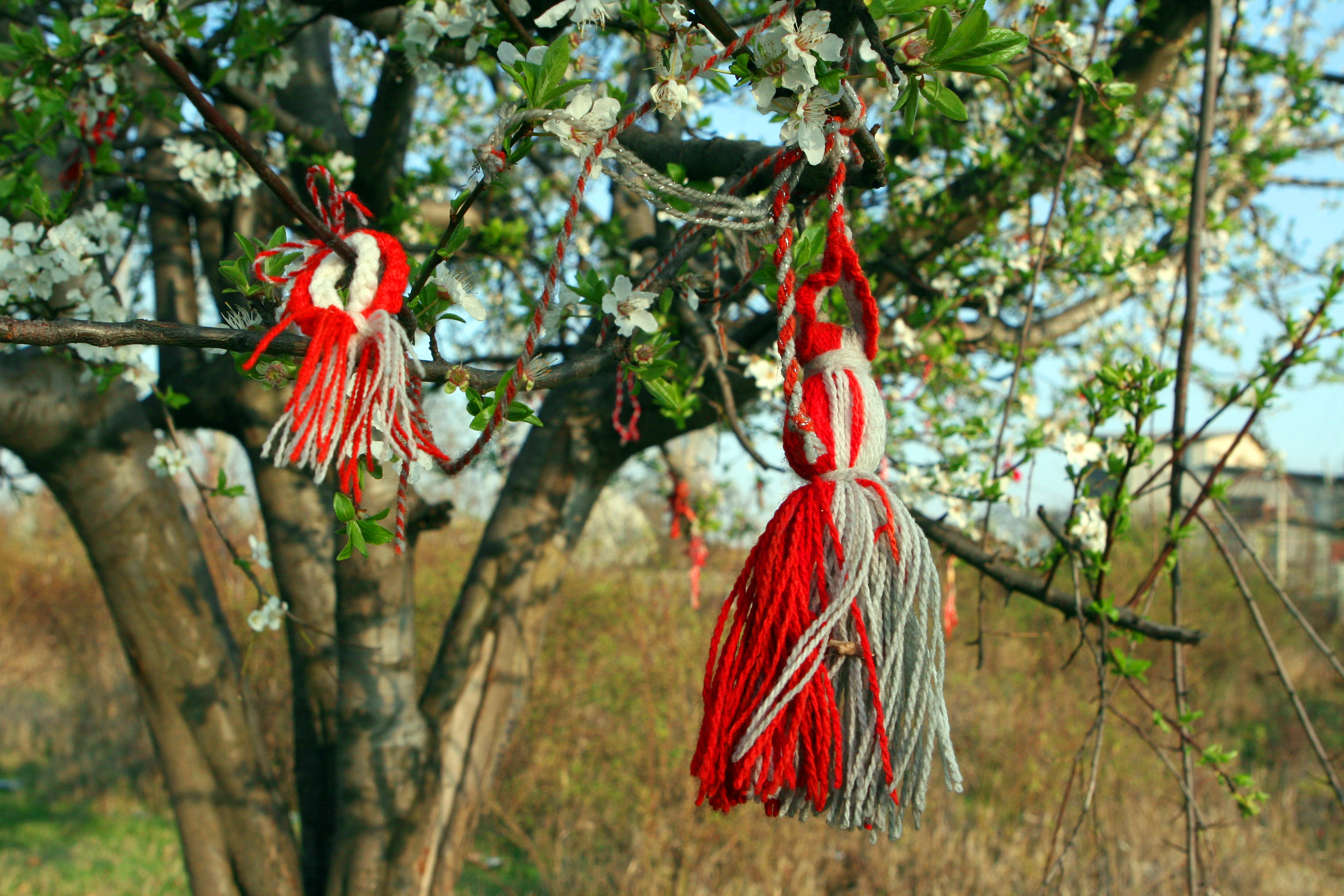
Drzewo ozdobione martenicami
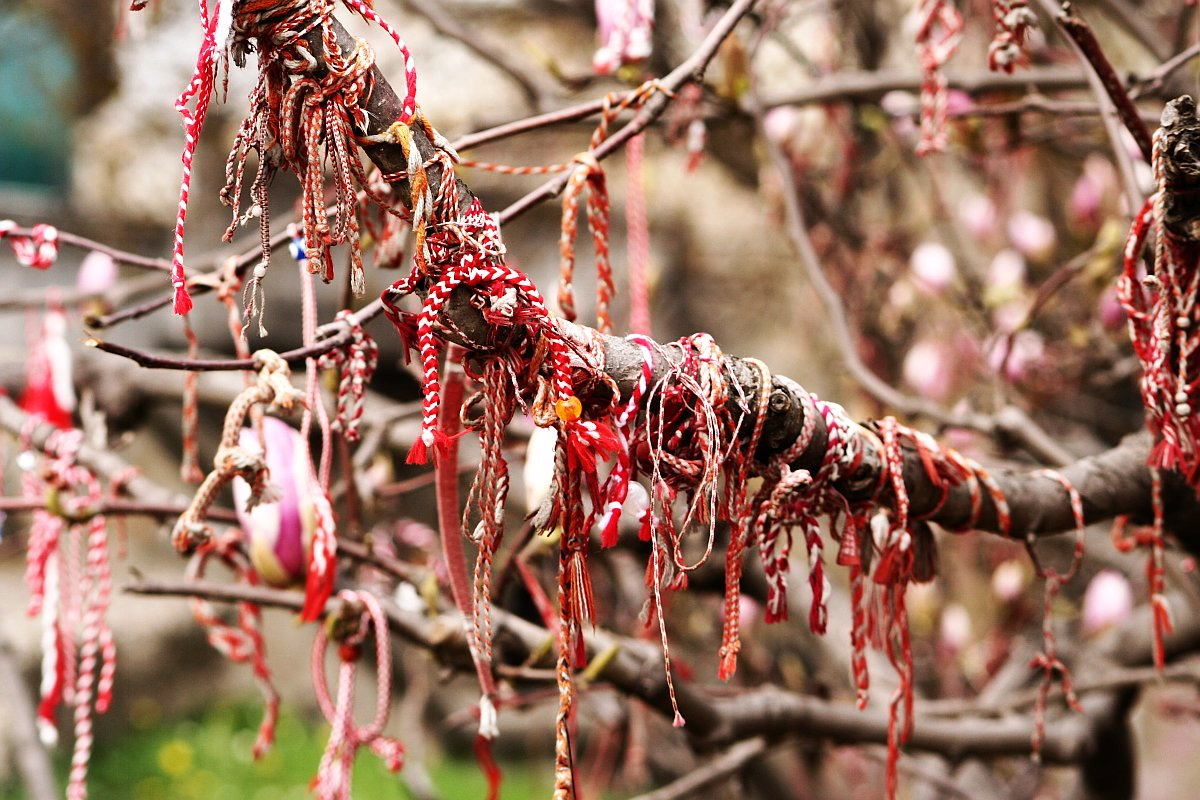
Drzewo oplecione martenicami w Wielkim Tyrnowie
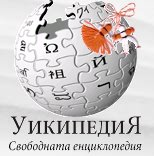
Martenica na logo bułgarskiej Wikipedii